# Kainan
Kainan (海南市?, Kainan-shi) è una città giapponese della prefettura di Wakayama.